# Cova de la Masia de les Coves
La Cova de la Masia de les Coves és una cova marina càrstica situada a la Punta de les Coves dins la serra de Colls-Miralpeix, al terme municipal de Sitges(Garraf), inclòs a l'Inventari del Patrimoni Arqueològic i Paleontològic de Catalunya.
Es tracta d'un jaciment arqueològic del Paleolític, ja que dins la cova s'hi va trobar un petit conjunt de fragments de sílex rodats amb retocs.
La cova consta d'una galería de 13 metres amb l'entrada vía marítima, ja que ha quedat sota el nivell del mar degut a l'enfosament continuat de la línia de la costa del Garraf i a causa de la creació del Port Franc de Barcelona que impedeix el transport de sorra per part dels corrents marins.

## Descobriment i historiografia del jaciment
El descobriment de la cova se li atribueix a Antoni Ferrer (Tonet). No s'hi ha realitzat cap intervenció arqueológica, ja que les restes es van trobar en superfície. El material està inventariat al Museu Víctor Balaguer de Vilanova i la Geltrú.
Diferents estudis faunístics i reconstruccions paleoambientals han determinat que, durant l'època en què la cova es trobava habitada, el nivell del mar se situaria en 25-75 metres més baix que actualment, per tant la costa es trobaria entre 4-12 km mes lluny. La cova es trobaria en una plana costanera amb un ric ecosistema. Les temperatures serien més baixes i la pluviositat més elevada.